# Східноєвропейські антикомуністичні повстання
Східноєвропейські антикомуністичні повстання — повстанські рухи в Центральній та Східній Європі проти комуністичних режимів, створених за умов радянської окупації та підтримки Радянського Союзу, які почалися на заключному етапі Другої світової війни і продовжувалися після офіційного її закінчення.
Найпотужнішими рухами були такі:
- Українська повстанська армія, воювала до 1956 року.
- 1956 року відбулася антирадянська революція в Угорщині (ідеологічно виступала проти імперіалізму СРСР, але не проти комунізму та соціалізму[1][2]).
- Балтійські партизани, відомі як «лісові брати», боролися до своєї ліквідації на початку 1960-х років.
- Румунський антикомуністичний рух опору вів боротьбу до 1962 року.
- Польські партизани, відомі як «прокляті солдати», воювали до 1963 року.
- Болгарські партизани, так звані «горяни», боролися до їх ліквідації на початку 1960-х років.
- Хорватські партизани, відомі як «хрестоносці», воювали до їхньої ліквідації на початку 1950-х років.
- Албанські партизани (члени Бали Комбетар і прихильники царя Зогу I) воювали до їх ліквідації на початку 1950-х років.
- Сербські партизани, які звалися «четники», чинили опір до кінця 50-х років.
- Словенські партизани боролися до кінця 50-х рр., доки не були ліквідовані.
- Молдовські партизани воювали до своєї ліквідації на початку 1950-х років.
- Колишні члени РОНА та прихильники "Локотської Республіки", до 1951 року.[3][4]
- Білоруські «чорні коти» боролися до кінця 50-х років.